# Nhà công vụ
Nhà công vụ là nhà được phân cho người đang làm việc công (thường là người có chức quyền hoặc cán bộ công nhân viên chức hoặc người có nhiệm vụ đặc thù), dùng để ở, tiếp khách hoặc các chức năng khác nhằm mục đích phục vụ việc công tương xứng với nhiệm vụ được giao để tạo điều kiện, môi trường làm việc, sinh hoạt thuận lợi, tiện ích, sang trọng tương ứng với thể diện cần phải có của chức vụ cũng như điều kiện bảo đảm an ninh, giao tiếp, giữ khoảng cách với người nước ngoài, các đồng nhiệm, bạn đồng liêu, cấp dưới, dân hoặc khách cần liên hệ trong mức độ cho phép của ngân sách, nguồn quỹ công sản cũng như quan niệm của Chính phủ hiện tại về nhu cầu của chức vụ.

## Sự cần thiết
Các quan chức, viên chức của nhà nước, chính phủ, cơ quan doanh nghiệp, tổ chức chính trị, xã hội khi được giao nhiệm vụ cần có môi trường sinh hoạt, làm việc tương xứng phù hợp với nhiệm vụ được giao nhưng không phải ai cũng có điều kiện nhà ở tương xứng gần nơi nhận nhiệm vụ nên các nhà nước luôn dành ra một quỹ nhà ở tập thể  hoặc cá nhân làm nhà công vụ từ nguồn quỹ công sản.

## Nhà công vụ ở Việt Nam
Ở Việt Nam, khái niệm nhà công vụ không được rõ ràng và không có quy định cụ thể về nhà sở hữu nhà nước và nhà công vụ, trước khi Luật nhà ở số 56/2005/QH11 ngày 29 tháng 11  năm 2005 ban hành ngày 09 tháng 12 năm 2005 có hiệu lực ngày 01 tháng 07 năm 2006.

### Nhà ở thuộc sở hữu nhà nước ở Việt Nam
Nhà ở thuộc sở hữu nhà nước đã có từ lâu, từ thời Pháp thuộc đã có công thự dành cho công chức. Sau năm 1954 ở miền Bắc đã có rất nhiều khu nhà tập thể thuộc sở hữu nhà nước được phân cho cán bộ công nhân viên chức nhà nước và tập thể, tổ chức chính trị, xã hội nhưng ít có số liệu thống kê cụ thể từng cơ quan, địa phương.
Quỹ nhà ở thuộc sở hữu nhà nước
- Thành phố Hồ Chí Minh:

Thành phố Hồ Chí Minh là một trong những địa phương có nhà sở hữu nhà nước thuộc loại nhiều nhất nước. Sau năm 1975, Thành phố Hồ Chí Minh xác lập sở hữu nhà nước gần 100.000 căn nhà, xưởng. Trong số đó có khoảng 34.000 nhà ở, gồm nhà chung cư, cư xá, nhà biệt thự, nhà phố. Số còn lại là các cơ quan, nhà xưởng,... và sau này được chuyển giao cho các cơ quan nhà nước, doanh nghiệp nhà nước.
Năm 1992, Thủ tướng ban hành quyết định 118, chấm dứt tình trạng bao cấp nhà ở. Quyết định này cũng đưa chế độ tiền nhà ở vào tiền lương bằng các mức phụ cấp khác nhau.
- Thành phố Hà Nội:

Đến năm 1994 Hà Nội có 155.128 căn nhà thuộc sở hữu nhà nước.
 Về chính sách bán nhà ở thuộc sở hữu nhà nước
Ngày 5 tháng 7 năm 1994, Chính phủ Việt Nam ban hành Nghị định số 61/CP về mua bán và kinh doanh nhà ở, trong đó quy định về việc bán nhà ở thuộc sở hữu nhà nước cho người đang thuê. Trong quá trình triển khai thực hiện, để phù hợp với tình hình thực tế,  ngày 16 tháng 4 năm 1996 Chính phủ ban hành Nghị định số 21/CP về việc sửa đổi Điều 5 và Điều 7 của Nghị định số 61/CP ngày 05 tháng 7 năm 1994 của Chính phủ về mua bán và kinh doanh nhà ở.
Tiếp đó, Nhà nước ban hành một số chính sách hỗ trợ, tạo điều kiện cho người mua nhà, đặc biệt là người có công với cách mạng thông qua việc miễn, giảm tiền sử dụng đất, giảm tiền nhà khi mua nhà ở thuộc sở hữu nhà nước theo Nghị định số 61/CP.
- Theo điều 5 nghị định 61/CP thì Nhà nước thực hiện bán nhà ở thuộc sở hữu Nhà nước cho người đang thuê phần diện tích đang được thuê để người mua nhà ở có điều kiện cải thiện chỗ ở, trừ các loại nhà ở sau đây:
  - Nhà ở thuộc khu vực quy hoạch xây dựng các công trình khác hoặc cải tạo thành nhà ở mới.
  - Nhà chuyên dùng đang bố trí tạm làm nhà ở (khách sạn, nhà nghỉ, trường học, bệnh viện, trụ sở làm việc, kho tàng và các loại nhà chuyên dùng khác);
  - Biệt thự các loại có kế hoạch dùng làm công thự hoặc dùng vào các mục đích khác.

 Thực tế triển khai bán nhà thuộc sở hữu nhà nước và sử dụng nhà ở thuộc sở hữu nhà nước ở Việt Nam
Việc triển khai chính sách bán nhà ở thuộc sở hữu nhà nước cho người đang thuê trong gần 12 năm từ 1994 đến 2006 theo Chính phủ Việt Nam đã góp phần cải thiện rõ rệt điều kiện về chỗ ở cho hàng vạn hộ gia đình. Nhưng việc bán nhà ở còn rất chậm, chưa đạt yêu cầu đề ra của Chính phủ, bình quân đạt khoảng 45% trong đó thành phố Hà Nội đã bán 82.000 căn, Thành phố Hồ Chí Minh đã bán 54.963 căn, thành phố Hải Phòng đã bán 10.000 căn, thành phố Đà Nẵng đã bán 3.530 căn….
Những địa phương có nhiều nhà ở thuộc sở hữu nhà nước đều chưa hoàn thành việc bán nhà ở theo thời hạn mà Chính phủ đã quy định tại Nghị quyết số 06/2004/NQ-CP ngày 19 tháng 5 năm 2004 về một số giải pháp phát triển lành mạnh thị trường bất động sản.
Thực tế các địa phương đã đề nghị bán cả công thự, biệt thự kể cả loại đặc biệt sai với điều 5 của nghị định 61/CP. Chỉ riêng 4 quận (Hoàn Kiếm, Hai Bà Trưng, Ba Đình, Đống Đa) Hà Nội đã có tới 379 biệt thự bị "đề nghị bán", trong đó có 42 biệt thự "đề nghị bán đợt đầu". Trong đó có biệt thự 12 Nguyễn Chế Nghĩa không những không phải là "nhà gạch 2 tầng", mà còn là một trong số 198 biệt thự công tại Hà Nội có giá trị đặc biệt.
- Tình hình thực hiện ở Thành phố Hồ Chí Minh:

Năm 1994, Chính phủ ban hành nghị định 61/CP, trong đó cho phép bán hóa giá nhà sở hữu nhà nước đối với người đang thuê.

Đến năm 2001, Thủ tướng tiếp tục ban hành quyết định 80 về việc xử lý, sắp xếp nhà, đất thuộc sở hữu nhà nước trên địa bàn Thành phố Hồ Chí Minh.

Quyết định này cho phép hóa giá nhà ở đã bố trí cho cán bộ, công nhân viên từ trước năm 1995, nếu phù hợp với quy hoạch của Thành phố Hồ Chí Minh.

Kể từ năm 1994 khi nghị định 61/CP có hiệu lực, cán bộ không được thuê nhà sở hữu nhà nước. Nhưng do Thành phố Hồ Chí Minh chưa có quy định về nhà công vụ, nhiều người thuộc diện chính sách chưa có nhà ở nên Ủy ban nhân dân thành phố có xem xét, giải quyết từng trường hợp cụ thể và phải thông qua Thường trực Ủy ban nhân dân thành phố quyết định.

Đến năm 2006, trong việc bán nhà sở hữu nhà nước thực hiện theo nghị định 61/CP thì giá đất đang được tính theo quyết định 05 của Ủy ban nhân dân thành phố ban hành năm 1995 (mức giá này tối đa chỉ bằng 20% giá thị trường). Từ năm 2005, Ủy ban nhân dân thành phố ban hành giá đất mới. Tuy nhiên, để đẩy nhanh tiến độ bán nhà sở hữu nhà nước, Ủy ban nhân dân thành phố đã kiến nghị cho áp dụng giá theo quyết định 05 đến cuối năm 2006 và được Chính phủ chấp thuận.

Theo số liệu từ Sở Xây dựng thành phố, Thành phố Hồ Chí Minh đã hóa giá khoảng 24.000 căn nhà sở hữu nhà nước. Hơn 9.000 căn còn lại đang tiếp tục tháo gỡ vướng mắc, xem xét hóa giá. Theo quy định của Chính phủ, cuối năm 2006 phải hóa giá xong nhà sở hữu nhà nước. Nếu thực hiện theo quy định này thì thành phố Hồ Chí Minh không còn nhà ở thuộc sở hữu nhà nước.
- Tình hình thực hiện ở Thành phố Hà Nội:

Sau 12 năm thực hiện công tác bán nhà theo Nghị định 61/CP, tới ngày 08 tháng 09 năm 2006, Hà Nội mới bán được 81.298 căn hộ, còn lại 73.830 căn hộ - nhà ở thuộc sở hữu của Nhà nước.

Theo bà Nguyễn Hồng Ánh, Trưởng ban 61/CP, ban chuyên trách thẩm định và duyệt hồ sơ xin mua nhà theo Nghị định 61/CP (Sở Tài nguyên Môi trường - Nhà đất Hà Nội) từ đầu năm 2006 đến đầu tháng 9 năm 2006 Ban 61/CP mới bán được khoảng 6.000 căn hộ và hiện đang nắm khoảng 21.500 hồ sơ xin mua nhà nhưng mới duyệt được khoảng 11.000 bộ. Trong số này, Ban đã mời tất cả lên để hoàn tất việc mua nhà song chỉ có 7.000 trường hợp có mặt trao đổi và đồng ý mua. Số còn lại đều tìm lý do từ chối hoàn tất việc mua nhà.

Như vậy, khối lượng nhà 61/CP cần giải quyết của thành phố còn rất lớn khoảng 20.000 căn hộ chưa nộp hồ sơ xin mua (có thể là không có ý định mua) và khoảng 14.000 trường hợp đã nộp hồ sơ nhưng chưa hoàn tất việc mua nhà. Theo kế hoạch, đến cuối năm, Công ty Quản lý phát triển nhà thành phố phải bán 40.000 căn hộ nữa.

Để đẩy nhanh tốc độ bán nhà, Ban đã chỉ đạo tất cả các đầu mối bán nhà theo Nghị định 61/CP phải giải thích rõ về chính sách và giá ngay khi nhận hồ sơ của người dân. Trước đây, chỉ bán diện tích trong hợp đồng nên không hấp dẫn được người mua. Nên thành phố đã cho bán cả diện tích liền kề đã sử dụng ổn định, không xảy ra tranh chấp. Các hộ mua nhà chỉ cần có xác nhận của ủy ban nhân dân phường, xã.
Thực tế ở Hà Nội cũng như nhiều địa phương khác đều tồn tại tình trạng khâu phối hợp của các ban ngành chưa chặt chẽ, nhiều nơi thủ tục hành chính còn phức tạp, việc chuyển giao nhà từ các cơ quan tự quản sang cơ quan quản lý nhà đất của địa phương còn bất cập, việc cấp giấy chứng nhận quyền sở hữu nhà cho người mua còn chậm. Điều đó khiến nhiều người dân nản lòng khi quyết định mua nhà theo Nghị định 61/CP.
Biện pháp đẩy nhanh tiến độ bán nhà
Nguyên nhân của tình hình không thực hiện đúng kế hoạch bán nhà sở hữu nhà nước theo Chính phủ là do việc chuyển giao nhà ở từ các cơ quan tự quản sang cơ quan quản lý nhà đất của địa phương còn chậm; sự phối hợp của các ban, ngành chưa chặt chẽ; nhiều nơi thủ tục hành chính còn phức tạp; việc cấp Giấy chứng nhận quyền sở hữu nhà ở cho người mua còn chậm; một số quy định về thu tiền nhà khi bán nhà cấp IV tự quản đã xây dựng lại, phương thức trả dần tiền mua nhà ở quy ra vàng chưa phù hợp với thực tế.
Để đẩy nhanh tiến độ bán nhà ở thuộc sở hữu nhà nước cho người đang thuê nhằm giải quyết những bức xúc cho người mua nhà, tạo điều kiện thực hiện các quy định của Luật Nhà ở đã được Quốc hội Việt Nam thông qua, góp phần chấn chỉnh công tác quản lý đối với quỹ nhà ở thuộc sở hữu nhà nước, tại phiên họp Chính phủ thường kỳ tháng 7 năm 2006, Chính phủ Việt Nam thống nhất một số giải pháp theo nghị quyết số 23/2006/NQ-CP ngày  07 tháng 09 năm 2006:
- Các cơ quan, đơn vị đang quản lý quỹ nhà ở thuộc sở hữu nhà nước có trách nhiệm chuyển giao toàn bộ quỹ nhà ở về Ủy ban nhân dân tỉnh, thành phố trực thuộc Trung ương. Ủy ban nhân dân cấp tỉnh có trách nhiệm tiếp nhận nguyên trạng để triển khai công tác quản lý theo quy định thống nhất về quản lý nhà ở thuộc sở hữu nhà nước về việc bán nhà ở cho người đang thuê trên địa bàn. Việc chuyển giao phải hoàn thành trước ngày 30 tháng 12 năm 2006.
- Đối với nhà ở thuộc sở hữu nhà nước mà không xác định được cơ quan, đơn vị quản lý thì Ủy ban nhân dân cấp tỉnh tiến hành thủ tục quản lý mà không cần có văn bản thỏa thuận của cơ quan, đơn vị quản lý.
- Chính phủ yêu cầu các Bộ trưởng, Thủ trưởng cơ quan ngang Bộ, cơ quan thuộc Chính phủ thực hiện nghiêm chỉnh việc chuyển giao nhà ở tự quản để Ủy ban nhân dân cấp tỉnh quản lý. Nếu Thủ trưởng các cơ quan, đơn vị không thực hiện chuyển giao thì Thủ trưởng các cơ quan, đơn vị đó phải hoàn toàn chịu trách nhiệm trước Chính phủ về các thiệt hại do nhà ở bị hư hỏng hoặc do buông lỏng quản lý gây ra thất thoát, tiêu cực.
- Về thu tiền sử dụng đất, tiền nhà khi bán nhà ở cho người đang thuê:
  - Giá đất khi bán nhà ở thuộc sở hữu nhà nước cho người đang thuê được thực hiện theo giá mà Ủy ban nhân dân cấp tỉnh đã áp dụng tại thời điểm ngày 31 tháng 12 năm 2004. Mức thu tiền sử dụng đất khi bán nhà ở thuộc sở hữu nhà nước thực hiện theo quy định tại Nghị định số 61/CP và Nghị định số 21/CP;
  - Đối với phần diện tích đất mở rộng liền kề với nhà ở thuộc sở hữu nhà nước nếu phù hợp với quy hoạch xây dựng thì người mua nhà phải nộp tiền sử dụng đất đối với diện tích mở rộng đó theo quy định tại Nghị định số 61/CP;

### Nhà ở công vụ
Theo Nghị định số 90/2006/NĐ-CP ngày 6/9/2006 của Thủ tướng Chính phủ Quy định chi tiết và hướng dẫn thi hành Luật Nhà ở
thì Nhà ở công vụ là nhà ở do Nhà nước đầu tư xây dựng cho một số đối tượng quy định tại Điều 60 của Luật Nhà ở thuê trong thời gian đảm nhiệm công tác theo cơ chế do Nhà nước quy định. Các đối tượng được thuê nhà ở công vụ theo luật là:
1. Cán bộ, công chức thuộc các cơ quan của Đảng, Nhà nước, tổ chức chính trị - xã hội được điều động, luân chuyển theo yêu cầu công tác mà chưa có nhà ở thuộc sở hữu của mình tại địa phương nơi đến công tác.
2. Sĩ quan chuyên nghiệp thuộc lực lượng vũ trang nhân dân được điều động, phục vụ theo yêu cầu quốc phòng, an ninh.
3. Cán bộ lãnh đạo của Đảng, Nhà nước thuộc diện ở nhà ở công vụ trong thời gian đảm nhận chức vụ.

## Quan niệm về chức vụ
Quan niệm về điều kiện cần có của chức vụ đại diện nhà nước, tổ chức, cơ quan thay đổi theo thời gian, theo ý thức của người dân cũng như ý chí của nhà nước tuỳ theo khả  năng của nền kinh tế và nguồn quỹ công sản.
- Quan niệm về bảo đảm thể diện, an toàn của gia đình người giữ chức đứng đầu quốc hội, toà án, nhà nước, chính quyền ở trung ương hoặc ở địa phương. Một số nước xem việc này là rất quan trọng nhưng một số nước theo thể chế dân chủ đã lâu, nhất là các nước Bắc Âu, các vị đứng đầu nhà nước như vua hoặc đứng đầu chính phủ như thủ tướng rất ngại chi xài tiền dân một cách vô lối, họ sẵng sàng ở nhà riêng, đi làm bằng xe đạp, xe bus hoặc thăm viếng nước ngoài bằng máy bay thương mại cho dù có vì vậy mà không được an toàn bằng dùng công sản.
- Quan niệm về hình ảnh cao quý cần phải có: nhà công vụ còn nhằm tôn vinh giá trị của người có chức vụ có mức lương không thật cao so với bạn đồng liêu, cấp dưới hoặc giúp giữ hình ảnh cao quý trong mắt người dân như nhà công vụ dành cho các hiệu trưởng, viện trưởng. Ngày nay quan niệm về sự cao quý của người thầy có giảm và nhu cầu về nhà công vụ dành riêng cho các hiệu trưởng gần như không còn thấy.
- Quan niệm về khoảng cách cần có chức vụ: để tạo một khoảng cách với người thân, bạn bè về mặt không gian cũng như tâm lý, hoặc đơn thuần để bảo đảm an ninh cho gia đình để an tâm công tác một số chức vụ được xem không thể tuỳ tiện tiếp xúc như các quan chánh án, thẩm phán, công an, hải quan, thanh tra nhà nước, thanh tra giáo dục, giám khảo, thầy giáo chấm thi cũng  được cấp nhà công vụ.
- Quan niệm về  thuận lợi công tác, đối ngoại và sự tương xứng chức vụ của người đứng đầu các cơ quan tổ chức như các hiệu trưởng các trường, giám đốc các bệnh viện, học viện, sở, ban, ngành, sân bay, doanh nghiệp nhà nước hoặc ngay cả những nhân viên, công chức được biệt phái đi xa, hoặc có hoàn cảnh khó khăn chỗ ở do công sở ở nơi xa xôi, hẻo lánh như các giáo viên, nhân viên trạm hải đăng, thuế vụ,biên phòng, hải quan, khí tượng, y tế cũng được phân nhà công vụ.
- Quan niệm về nhu cầu  công việc bắt buộc phải có thường xuyên trong ngày như nhà công vụ của gia đình cai trường, bảo vệ bệnh viện, lái xe, người phục vụ cho yếu  nhân ở trong khuôn viên công sở hoặc công thự, gia đình họ thường đi ngõ sau để ra vào cơ quan.

## Sử dụng nhà công vụ

### Sử dụng nhà công vụ ở các nước
Nhà công vụ được quy định theo từng cấp độ chức vụ, thường chức càng cao, nhu cầu đối ngoại càng lớn, hoặc các ngành được xem là cao quý đối với người dân thì nhà công vụ càng lớn, đẹp, sang trọng và riêng biệt, nhà công vụ thường được bố trí gần công sở,  có khi trong khuôn viên công sở như trường học, bệnh viện...

Người sử dụng nhà công vụ không phải mất tiền, về nguyên tắc chỉ phải trả chi phí điện, nước, gas, điện thoại, cáp mạng... dùng riêng cho gia đình.

Chi phí duy tu bảo dưỡng nhà công vụ do nhà nước chi trả.

Sau khi rời khỏi chức vụ thì nhà công vụ được trả lại cho nhà nước và thường được phân cho  gia đình người kế nhiệm ở, hoặc sử dụng đúng mục đích đã định trước hoặc làm nguồn dự phòng.

Nói chung nhà công vụ thường gắn liền với từng chức vụ được giao một thời gian dài và ổn định cho đến khi nguồn quỹ công sản thay đổi.

Người có chức vụ có khi bị bắt buộc phải ở nhà công vụ, cũng có khi không cần phải ở nhà công vụ tuỳ theo quy định của từng nước và thời kỳ.

### Sử dụng nhà công vụ hiện nay ở Việt Nam
Số lượng nhà công vụ ở Việt Nam không được công khai và minh bạch như các nước về tiêu chuẩn được phân nhà, loại nhà công vụ, thủ tục nhận nhà, hoạt động duy tu, bảo dưỡng nhà công vụ.
Sau khi Nghị định  61/CP  ban hành năm 1994 thì đó là thời điểm kết thúc việc phân phối, bao cấp nhà ở. Tất cả nhà ở thuộc sở hữu Nhà nước trước đây được bán lại cho người đang thuê sử dụng theo quy định. Sau thời điểm này, chỉ còn nhà kinh doanh. Nhưng  hàng loạt công thự ở vị trí rất đẹp có giá trị lớn đã được Ủy ban nhân dân thành phố Hà Nội, thành phố Hồ Chí Minh đề xuất hóa giá theo nghị định 61/CP sau năm 1994 mặc dù chủ trương hóa giá nhà 61/CP chỉ giải quyết đối với cán bộ lão thành cách mạng, không có chủ trương đối với các cán bộ đương chức.
- Biến thành nhà riêng: nhà công vụ được hóa giá theo nghị định 61/CP, sau khi về hưu hoặc chuyển công tác có thể trở thành nhà riêng thông qua hóa giá và không tính hết giá trị đất cũng như diện tích đất được cấp có thể quá lớn so với tiêu chuẩn chức vụ. Tại 4 quận Hoàn Kiếm, Hai Bà Trưng, Ba Đình, Đống Đa có tới 379 biệt thự bị "đề nghị bán", trong đó có 42 biệt thự "đề nghị bán đợt đầu".[4]
- Sử dụng sai mục đích: Chỉ tính riêng địa bàn thành phố Hà Nội đã có hàng triệu mét vuông nhà đất công sử dụng sai mục đích. Ở thành phố Hồ Chí Minh cũng xảy ra tình trạng tương tự. Các sai phạm chủ yếu là không kê khai, cho thuê lại kiếm tiền, dùng sai mục đích, bỏ hoang, bị lấn chiếm trái phép.
- Bán nhà công vụ: Đến năm 2007 số biệt thự thuộc sở hữu nhà nước trên địa bàn thành phố Hồ Chí Minh đã được bố trí sử dụng, cho thuê gần 2.000 căn, phần lớn bố trí cho cán bộ, người có công... Trong đó biệt thự có diện tích khuôn viên trên 1.000m² là hơn 220 căn, biệt thự diện tích lớn hơn 500m² đến dưới 1.000m² hơn 440 căn... Đã bán trên 1.700 căn biệt thự công vụ. Hiện Công ty Quản lý kinh doanh nhà thành phố chỉ còn  quản lý khoảng 160 căn biệt thự, trong đó biệt thự có diện tích trên 1.000m² chỉ còn 50 căn, biệt thự từ 500-1.000m² hơn 60 căn... Các biệt thự công vụ này tập trung nhiều ở khu vực quận 1, 3.[5]

#### Cho thuê
Nhà công vụ Quốc hội có giá thuê từ 600.000-700.000 đồng một tháng mỗi căn hộ, chưa kể điện nước và các chi phí khác vào tháng 8 năm 2014 (theo ông Nguyễn Hạnh Phúc, chủ nhiệm Văn phòng Quốc hội. Hiện nay (2017.6), Công ty trách nhiệm hữu hạn một thành viên Quản lý bất động sản Tây Đô đang là đơn vị quản lí vận hành nhà ở công vụ. Nhà công vụ Quốc hội ở địa chỉ số 2 Hoàng Cầu, phường Ô Chợ Dừa, quận Đống Đa, thành phố Hà Nội.

## Bán nhà công vụ theo nghị định 61/CP

### Chất vấn của Quốc hội
Quốc hội Việt Nam khóa 10 đã chất vấn Chính phủ theo yêu cầu của cử tri về tình hình quản lý, sử dụng nhà công vụ, công khai các trường hợp sai phạm và kết quả xử lý cho nhân dân biết song Bộ trưởng Tài chính Vũ Văn Ninh cũng không biết việc có nhiều cán  bộ đã mua nhà công vụ theo Nghi định 61/CP ở thành phố Hà Nội và thành phố Hồ Chí Minh và Bộ Tài chính cũng không có số liệu.
Theo Chủ tịch quốc hội Nguyễn Phú Trọng phần trả lời của Bộ trưởng Tài chính về nhà công vụ không được các đại biểu Quốc hội hài lòng.

### Tình hình bán nhà công vụ

#### Chưa có hiện tượng bán nhà công vụ
Bộ trưởng Tài chính Vũ Văn Ninh cho rằng, đến nay 25 tháng 11 năm 2006, theo ông nắm được thì chưa có trường hợp nào bán nhà công vụ, mà chỉ có Hà Nội và thành phố Hồ Chí Minh là được phép bán biệt thự.

#### Đã có bán nhà công vụ
Trưởng Ban Dân nguyện Quốc hội Lê Quang Bình khẳng định có hàng nghìn, hàng vạn trường hợp bán nhà công vụ tương tự các trường hợp báo chí đã phát hiện trong năm 2006. Không phải chỉ Hà Nội mà Thành phố Hồ Chí Minh, Hải Phòng, Đà Nẵng, Vũng Tàu cũng có tình trạng hóa giá những biệt thự hàng nghìn cây vàng với giá bán rẻ như bùn Do có phản ứng của một số cán bộ, đảng viên mà một số địa phương gặp phải khó khăn trong việc thu hồi nhà công vụ của cán bộ về hưu đã phải bán nhà công vụ rẻ hàng tỷ đồng căn hộ.

#### Số liệu nhà công vụ
Nhà công vụ có nhiều nguồn gốc tạo lập, số liệu không công khai thường gộp chung vào nhà công sản, nhà sở hữu nhà nước.Hiện các cơ quan chức năng Việt Nam cũng chưa có số liệu về nhà công vụ.
Nhưng việc quản lý công sản là thông điệp thể hiện chính sách công bằng của Nhà nước nên đại biểu quốc hội Dương Trung Quốc đã cật vấn và được Bộ trưởng Tài chính cho biết sẽ công khai số liệu nhà công, biệt thư công, việc bán nhà công vụ khi có số liệu, vì đó không phải là bí mật quốc gia.

## Thuận tiện của nhà công vụ
Nhà công vụ có nhiều thuận tiện trong công tác, thường gần công sở, đủ tiện nghi cần thiết, thông tin liên lạc, điện nước được bảo đảm ổn định, an ninh trật tự tốt.
Các người ở xa mới nhận nhiệm sở có nhà công vụ sẽ mau chóng ổn định sinh hoạt gia đình và yên tâm công tác.
Nhà công vụ giúp tăng cao thể diện của người có chức vụ cho dù mức thu nhập thực tế và hoàn cảnh gia đình thế nào cũng bảo đảm một mức bên ngoài tương xứng với chức vụ.

## Bất tiện
Việc phải ở nhà công vụ có nhiều bất tiện với một số  người như chi phí duy trì nhà cũ đã có, nhà công vụ không phù hợp với mức sống của người có chức đặc biệt là người giàu có sẵn, việc sinh hoạt của gia đình bị bó buộc trong chuẩn mực đạo đức xã hội áp đặt cũng như các quy định mà các người thân, nhất là trẻ em phải tuân theo trong việc tiếp bạn, khách hoặc việc tiếp cận phương tiện công như điện thoại hoặc tài liệu, thông tin... ngoài vòng kiểm soát của người có chức vụ.

## Một số nhà công vụ nổi tiếng
- Ở Hoa Kỳ: Nhà Trắng vừa là nơi làm việc của Tổng thống vừa là nhà công vụ dành cho gia đình Tổng thống đương nhiệm
- Ở  Anh: Nhà số 10 phố Downing của các Thủ tướng Anh.
- Dinh Độc Lập vừa là nơi làm việc của Tổng thống, nội các vừa là nhà công vụ dành cho gia đình Tổng thống Việt Nam Cộng Hòa

## Quản lý nhà công vụ

### Quản lý nhà công vụ ở Việt Nam
Ở Việt Nam khái niệm nhà công vụ đã có từ lâu đời.

Thời phong kiến các cung vua, cung thái tử, hoàng hậu các hành cung  là các loại nhà công vụ. Đình làng cũng là nơi thực hiện chức năng nhà công vụ khi cần thiết.

Thời phong kiến các chức quan không lớn nhưng đáng kính cũng có nhà công vụ như trong khuôn viên Quốc tử giám có nhà công vụ dành cho Tế tửu tức quan hiệu trưởng.

Thời Pháp thuộc nhà công vụ rất nhiều và phổ biến, phần vì các quan lại, viên chức nhà nước bảo hộ hay luân chuyển và theo nguyên tắc hồi tỵ tức không được là dân địa phương, phần vì quan điểm coi dân như con nên các quan thường được trọng vọng và ở nhà sang trọng cho xứng tầm.
Theo Điều 61 Luật Nhà ở số 56/2005/QH11 ngày 29 tháng 11 năm 2005 thì Nguyên tắc quản lý quỹ nhà ở công vụ như sau:
- Nhà ở công vụ phải được sử dụng đúng mục đích và đúng đối tượng.
- Khi hết tiêu chuẩn thuê nhà ở công vụ hoặc chuyển đến nơi khác hoặc nghỉ công tác thì người thuê nhà ở công vụ có trách nhiệm trả lại nhà ở công vụ.
- Trường hợp trả lại nhà ở công vụ mà người thuê nhà ở công vụ có khó khăn về nhà ở thì cơ quan, tổ chức nơi người đó công tác phối hợp với Uỷ ban nhân dân cấp tỉnh nơi người đó sinh sống căn cứ vào tình hình cụ thể để giải quyết cho họ được thuê hoặc thuê mua nhà ở xã hội.

Hiện nay (2006)cũng có nhà công vụ do Cục công sản Bộ Tài chính và cục Quản lý nhà Bộ Xây dựng quản lý.

Nhưng việc quản lý nhà công vụ còn nhiều thiếu sót, bất cập, một số nhà công vụ bị chuyển thành nhà riêng với giá rẻ. Một số nhà công vụ bị đem cho thuê kiếm lợi trong khi cán bộ, công nhân viên thiếu nhà công vụ để ở.

Các Sở Tài nguyên môi trường cũng không nắm được số lượng công sản do các đơn vị né tránh kê khai, một số lớn là cho thuê lại kiếm tiền, một số khác sử dụng sai mục đích hoặc bỏ hoang hay quản lý lỏng lẻo.

## Phát triển nhà ở công vụ tại Việt Nam
Nhà công vụ, nhà sở hữu nhà nước cho thuê trên địa bàn các thành phố ở Việt Nam cho đến tháng 9 năm 2006 vẫn còn nhập nhằng, chưa được quy định rõ ràng. Ngành quản lý nhà cho rằng do các thành phố chưa có quỹ nhà công vụ nên phải sử dụng chung với nhà sở hữu nhà nước. Vài năm gần đây, khi quỹ nhà còn rất ít, Ủy ban nhân dân các thành phố mới tính đến việc xây dựng nhà công vụ.

### Vốn đầu tư dự án phát triển nhà công vụ
- Quỹ nhà ở công vụ bố trí cho cán bộ, công chức của các tỉnh, thành phố trực thuộc trung ương được sử dụng vốn đầu tư từ ngân sách của địa phương.
- Quỹ nhà ở công vụ bố trí cho cán bộ, công chức của các cơ quan trung ương được sử dụng vốn đầu tư từ ngân sách trung ương. Trên cơ sở nhu cầu nhà ở công vụ của các cơ quan trung ương trên địa bàn, Ủy ban nhân dân cấp tỉnh lập kế hoạch vốn gửi Bộ Kế hoạch và Đầu tư, Bộ Tài chính tổng hợp, trình Thủ tướng Chính phủ xem xét, quyết định.
- Đối với các dự án phát triển nhà ở công vụ theo yêu cầu đặc biệt thì người có thẩm quyền quyết định đầu tư lập kế hoạch vốn trình Thủ tướng Chính phủ xem xét, quyết định.

### Đất xây dựng nhà ở công vụ
- Quỹ đất để xây dựng nhà ở công vụ khi tổ chức lập, phê duyệt quy hoạch xây dựng đô thị, điểm dân cư nông thôn phải được Ủy ban nhân dân cấp có thẩm quyền xác định trước.
- Đất được giao để thực hiện các dự án phát triển nhà ở công vụ được miễn tiền sử dụng đất.

### Tiêu chuẩn nhà ở công vụ Việt Nam
Bộ Xây dựng quy định và hướng dẫn việc thiết kế nhà ở công vụ triển khai thống nhất trên phạm vi cả nước:
- Nhà ở công vụ có tiêu chuẩn diện tích, chất lượng và loại nhà phù hợp với các đối tượng sử dụng, đảm bảo cho cán bộ, công chức có điều kiện hoàn thành tốt nhiệm vụ được giao.
- Cán bộ, công chức đảm nhiệm các chức vụ lãnh đạo là Ủy viên Bộ Chính trị, Phó Thủ tướng và tương đương trở lên thuộc đối tượng ở nhà công vụ sẽ được bố trí nhà ở biệt thự. Các đối tượng khác được bố trí nhà chung cư hoặc nhà ở thấp tầng đối với khu vực chưa phát triển nhà chung cư.
- Căn hộ trong nhà chung cư xây dựng mới có diện tích sàn sử dụng không nhỏ hơn 45m² và không lớn hơn 150 m². Tiêu chuẩn diện tích nhà ở công vụ được điều chỉnh phù hợp với từng thời kỳ phát triển kinh tế - xã hội.

## Tai tiếng vì nhà công vụ
Một số  người do tham lam mà tìm cách mua nhà công vụ với giá rẻ đã gặp phải tai tiếng như Thống đốc Ngân hàng nhà nước Lê Đức Thuý với nhà số 6 Lý Thái Tổ, Hoàng Văn Nghiên nguyên chủ tịch thành phố Hà Nội với biệt thự 12 Nguyễn Chế Nghĩa, Phan Văn Vượng nguyên phó chủ tịch Thành phố Hà Nội với căn hộ 52 Tuệ Tĩnh.